# Eritrea a 2016. évi nyári olimpiai játékokon
Eritrea a brazíliai Rio de Janeiróban megrendezett 2016. évi nyári olimpiai játékok egyik részt vevő nemzete volt. Az országot az olimpián 2 sportágban 12 sportoló képviselte, akik érmet nem szereztek.

## Atlétika
Férfi
| Versenyző             | Versenyszám    | Előfutam | Előfutam | Előfutam | Döntő    | Döntő    |
| Versenyző             | Versenyszám    | Idő      | Hely.    | Össz.    | Idő      | Helyezés |
| --------------------- | -------------- | -------- | -------- | -------- | -------- | -------- |
| Aron Kifle            | 5000 m         | 13:29,45 | 8.       | 22.      | kiesett  | kiesett  |
| Abrar Osman Adem      | 5000 m         | 13:22,56 | 8.       | 8.       | 13:09,56 | 10.      |
| Hiskel Tewelde        | 5000 m         | 13:30,23 | 15.      | 23.*     | kiesett  | kiesett  |
| Goitom Kifle          | 10 000 m       |          |          |          | 28:15,99 | 24.      |
| Zersenay Tadese       | 10 000 m       |          |          |          | 27:23,86 | 8.       |
| Nguse Tesfaldet       | 10 000 m       |          |          |          | 27:30,79 | 9.       |
| Yemane Haileselassie  | 3000 m akadály | 8:26,72  | 4.       | 14.      | 8:40,68  | 11.      |
| Tewelde Estifanos     | Maraton        |          |          |          | 2:19:12  | 60.      |
| Ghirmay Ghebreslassie | Maraton        |          |          |          | 2:11:04  | 4.       |
| Amanuel Mesel         | Maraton        |          |          |          | 2:14:37  | 21.      |

Női
| Versenyző          | Versenyszám | Döntő   | Döntő    |
| Versenyző          | Versenyszám | Idő     | Helyezés |
| ------------------ | ----------- | ------- | -------- |
| Nebiat Habtemariam | Maraton     | 2:45:21 | 80.      |

* - egy másik versenyzővel azonos eredményt ért el

## Kerékpározás

### Országúti kerékpározás
Férfi
| Versenyző            | Versenyszám   | Idő              | Helyezés |
| -------------------- | ------------- | ---------------- | -------- |
| Daniel Teklehaymanot | Mezőnyverseny | 6:29:25 (+19:20) | 43.      |